# Neiye
Il Neiye è un antico trattato taoista risalente alla metà del IV secolo a.C., considerato uno dei testi più importanti per la comprensione delle origini del taoismo e della meditazione taoista. Il testo, in origine tramandato oralmente, è stato successivamente incluso nel Guanzi, una raccolta di scritti che trattano tematiche politiche ed economiche.
Il Neiye è una pietra miliare della filosofia e della spiritualità cinese, un testo che ha gettato le basi per la meditazione taoista e ha ispirato le pratiche di auto-coltivazione che sono al centro del pensiero taoista. Il suo studio continua a rivelare nuovi strati di significato, sia per gli studiosi della tradizione taoista che per coloro che cercano una via di crescita interiore e spirituale.

## Storia e contesto
Il Neiye è stato scoperto in un periodo in cui i testi antichi della Cina erano stati in gran parte nascosti o ignorati. Durante il periodo della dinastia Han, il trattato venne sepolto all'interno di un più ampio corpus di trattati, divenendo per secoli una delle molteplici opere dimenticate della tradizione taoista. Solo negli ultimi decenni, con i progressi della ricerca archeologica e con il recupero di antichi manoscritti, è stato possibile rivelare la sua importanza per il pensiero taoista e la spiritualità cinese.

## Contenuto e filosofia
Il Neiye si concentra sulla "coltivazione interiore" (traducibile anche come "auto-coltivazione" o "perfezionamento del sé") ed esplora il concetto di armonia tra le forze psicofisiche che regolano la vita umana. Esso enfatizza l'importanza della connessione tra l'individuo e il cosmo attraverso l'energia vitale (qi), proponendo tecniche di meditazione e di regolazione delle funzioni fisiologiche, come la postura corporea e la respirazione, per ottenere un'armonia interiore che consenta di entrare in sintonia con il flusso cosmico.
Secondo il trattato, questa "coltivazione" consente all'individuo di raggiungere una condizione di consapevolezza superiore e di unione con l'universo, attraverso un processo che implica il controllo e l'equilibrio delle energie vitali, contribuendo anche al miglioramento della vita quotidiana. In uno dei passaggi più celebri, il testo afferma che "l'essenza vitale di tutte le cose" è quella che dà vita tanto alle piante quanto alle stelle e alle costellazioni, suggerendo una visione del cosmo in cui ogni aspetto dell'esistenza è interconnesso.

## Significato e influenza
Il Neiye è stato definito da Harold D. Roth, uno dei principali studiosi di questo testo, come il "fondamento" della filosofia taoista primitiva, precedendo altri trattati come il Tao Te Ching e lo Zhuangzi. Roth, infatti, sostiene che il Neiye non solo rappresenti uno dei più antichi testi mistici della Cina, ma che la sua enfasi sull'esperienza interiore e sulla coltivazione del sé prefiguri molte delle tematiche che sarebbero diventate centrali nella tradizione taoista successiva.
A differenza di altri scritti che si concentrano maggiormente sugli aspetti politici e sociali, il Neiye si focalizza sulla dimensione mistica, proponendo pratiche di meditazione e di ricerca interiore. Questo approccio, che fonde elementi filosofici e religiosi, ha avuto una forte influenza sulla medicina cinese, che si basa su principi cosmologici simili, e ha ispirato anche altre scuole di pensiero in Asia Orientale, come il Buddhismo e l'Induismo.

## La medicina taoista
Uno degli aspetti più rilevanti del Neiye è la sua relazione con la medicina cinese. La pratica della "coltivazione interiore", che implica il controllo delle energie vitali, trova una delle sue espressioni più pratiche nel campo della medicina, dove la regolazione del qi è fondamentale per il mantenimento della salute e per la guarigione. Le tecniche di respirazione e di meditazione descritte nel testo sono ancora oggi alla base di molte pratiche terapeutiche taoiste, tra cui l'agopuntura, il qigong e la medicina tradizionale cinese.

## Interpretazioni moderne
Nel corso degli ultimi decenni, il Neiye ha suscitato un crescente interesse tra gli studiosi e gli appassionati di spiritualità. La sua riscoperta ha portato a nuove interpretazioni sul nascere del taoismo e sul suo ruolo non solo come filosofia, ma anche come pratica mistica. Roth, nella sua traduzione del testo, sottolinea l'elemento sincretico che lega il taoismo alle scuole filosofiche confuciane e legaliste dell'epoca, dimostrando come il Neiye abbia contribuito a formare una visione olistica della vita, in cui la buona governabilità della famiglia e dello stato non è separata dalla coltivazione del sé.